# Partido Republicano Mineiro
Der Partido Republicano Mineiro (PRM) war eine am 4. Juni 1888 gegründete brasilianische Partei, welche die Sicht der republikanischen und oligarchischen, agrarischen Eliten des Bundesstaates Minas Gerais repräsentierte.
Wie alle politischen Parteien wurde der PRM in der Folge der Revolution von 1930 aufgelöst.

## Wichtige Mitglieder
- Afonso Augusto Moreira Pena – Präsident von Brasilien (1906–1909)
- Venceslau Brás – Präsident von Brasilien (1914–1918)
- Delfim Moreira da Costa Ribeiro – Präsident von Brasilien (1918–1919)
- Epitácio Lindolfo da Silva Pessoa – Präsident von Brasilien (1919–1922)
- Artur da Silva Bernardes – Präsident von Brasilien (1922–1926)